# Sophie Hæstorp Andersen
Sophie Hæstorp Andersen (født 26. september 1974 i Gladsaxe) er en dansk socialdemokratisk politiker. Hun var Socialdemokratiets kandidat til overborgmester for Københavns Kommune ved kommunalvalget den 16. november 2021 og blev valgt til posten på den nyvalgte Borgerrepræsentationens konstituerende møde 3. december 2021. Inden da var hun regionsrådsformand i Region Hovedstaden fra 1. januar 2014 til 31. juli 2021. Før da sad hun i Folketinget. Hun har siden 29. august 2024 været Social- og Boligminister, en post hun overtog fra Pernille Rosenkrantz-Theil. 
Sophie Hæstorp Andersen er datter af tegner Svend Hæstorp og kostumekoordinator Pia Else Andersen. Har datter Rosa Hæstorp Andersen og søn Rolf Hæstorp Andersen med tidligere samlever Troels Andersen.

## Politisk karriere
Hæstorp Andersen var folketingsmedlem for Socialdemokratiet i Vestre Storkreds 20. november 2001 til 8. februar 2005. Hun genindtrådte i Folketinget 20. februar 2007 ved Pia Gjellerups mandatnedlæggelse. Fra 13. november 2007 var hun valgt i Københavns Omegns Storkreds. Hun udtrådte af Folketinget 1. januar 2014 for at blive regionsrådsformand i Region Hovedstaden.
Hun var også medlem af regionsrådet i Region Hovedstaden i perioden 2006-2007.
Hæstorp Andersen var indtil april 2013 Socialdemokraternes sundhedsordfører, hvor hun især beskæftigede sig med emner som læge/sygeplejerskeovervågede fixerum til narkomaner, røgfri arbejdspladser og fremtidens sundhedsvæsen.
Hæstorp Andersen var Socialdemokratiets kandidat til at blive overborgmester i Københavns Kommune til Kommunal- og Regionsrådsvalget 2021. Den 31. juli 2021 trak hun sig fra posten som regionsrådsformand for at hellige sig valgkampen i Københavns Kommune. Hun blev afløst på posten af partifællen Lars Gaardhøj.
Hæstorp Andersen er medlem af bestyrelsen og formandskabet for KL (Kommunernes Landsforening) for valgperioden 2022-2026.
Hæstorp Andersen fik tildelt posten som minister for Social- og Boligministeriet efter en regeringsrokade 29. august 2024. Hæstorp Andersen overtog dermed posten fra partifællen Pernille Rosenkrantz-Theil. Omvendt vender Rosenkrantz-Theil målet mod overborgmesterposten i København som mulig spidskandidat til Kommunalvalget 2025.

## Publikationer
- »Den Danske Kvalitetsmodel – forventninger til en ny styringsrelation på det danske sundhedsfelt«, speciale ved Institut for Statskundskab, Københavns Universitet, 2006.